# Frank Bowden
Sir Frank Bowden, 1st Baronet (30 januari 1848 - 25 april 1921) was de oprichter van het Raleigh-concern dat aan het eind van de 19e eeuw uitgroeide tot de grootste producent van rijwielen ter wereld. Ook richtte hij het motorfietsmerk Bowden op en was hij en medeoprichter van Sturmey-Archer.

## Biografie
Frank Bowden was de zoon van William Bowden en werd geboren in Devon. Hij maakte fortuin met onroerend goed in Hongkong in de jaren zeventig van de 19e eeuw. Op 17 december 1879 trouwde hij met Amelia Frances Houston, dochter en erfgename van de Amerikaanse kolonel Alexander Houston. Hij keerde ernstig ziek terug in Engeland. Zijn arts gaf hem nog zes maanden te leven, maar adviseerde hem te gaan fietsen. Bij een kleine rijwielfabriek (Woodhead, Angois & Ellis) aan Raleigh Street in Nottingham kocht hij een fiets. Zijn gezondheid ging met sprongen vooruit en hij werd zo enthousiast dat hij in 1887/1888 de rijwielhandel in Nottingham overnam. Het bedrijf maakte toen drie fietsen per week, maar drie jaar later moest het al naar een groter gebouw van vier verdiepingen in Russell Street verhuizen. De bedrijfsnaam veranderde in Raleigh Cycles als herinnering aan het oorspronkelijke adres. In 1896 was Raleigh de grootste producent van rijwielen ter wereld. Het was toen gevestigd op een 3 hectare groot complex aan Faraday Road in Nottingham. Bowden woonde aan The Ropewalk, eveneens in Nottingham. In 1902 hielp hij Henry Sturmey en James Archer met het oprichten van de Sturmey-Archer-fabriek voor naafversnellingen. 
In 1913 schreef hij het boek Cycling for Health and Points For Cyclists. In 1915 werd hij Baronet van de stad Nottingham. Hij werd Fellow of the Royal Geographical Society en Vrederechter. 
In zijn laatste jaren woonde hij in Thame Park (Oxfordshire) in een herenhuis dat eerst een  Cisterciënzer klooster was geweest. 

## Familie
Frank en Amelia Bowden hadden zes kinderen: Helen, Winifred, Caroline, Sylvia, Harold en Claud. Zijn tweede zoon Claud overleed al in 1906 op 16-jarige leeftijd. Ook dochter Winifred overleefde haar ouders niet; zij overleed in 1915. Amelia overleed in 1937.

## Overlijden
Sir Frank Bowden overleed in april 1921 op 73-jarige leeftijd. Zowel de titel van Baronet als het voorzitterschap van de raad van bestuur van Raleigh gingen over op zijn zoon Harold, die het bedrijf nog 17 jaar zou leiden. 